# جاستین دوفور
جاستین دوفور (انگلیسی: Justine Dufour-Lapointe؛ زادهٔ ۲۵ مارس ۱۹۹۴) از برندگان مدال‌های بازی‌های المپیک زمستانی و اهل کانادا است. وی همچنین از اسکی‌بازان نمایشی در بازی‌های المپیک زمستانی ۲۰۱۴ بوده است.